# 科納提群島
科納提群島（發音：[kɔ̝rnǎːti]）是克羅地亞的群島，位於亞得里亞海，由希貝尼克-克寧縣負責管轄，由140個島嶼組成，海域面積約320平方公里，該群島自新石器時代有人類居住。

## 国家公园
1980年，科纳提群岛国家公园正式成立，最开始包括科纳提群岛最南端的89个小岛和珊瑚礁。克罗地亚独立后的科纳提群岛国家公园包括109个岛屿，其中的76个面积小于1公顷。科纳提群岛表面总面积62 km2，85%是岩石构成，仅有5%的面积进行过耕种。
科爾納特島是科纳提群岛中最大的一个。它总面积为32.44平方公里，占国家公园总面积的三分之二。岛长25.2公里，宽度不超过2.5公里。

## 图集

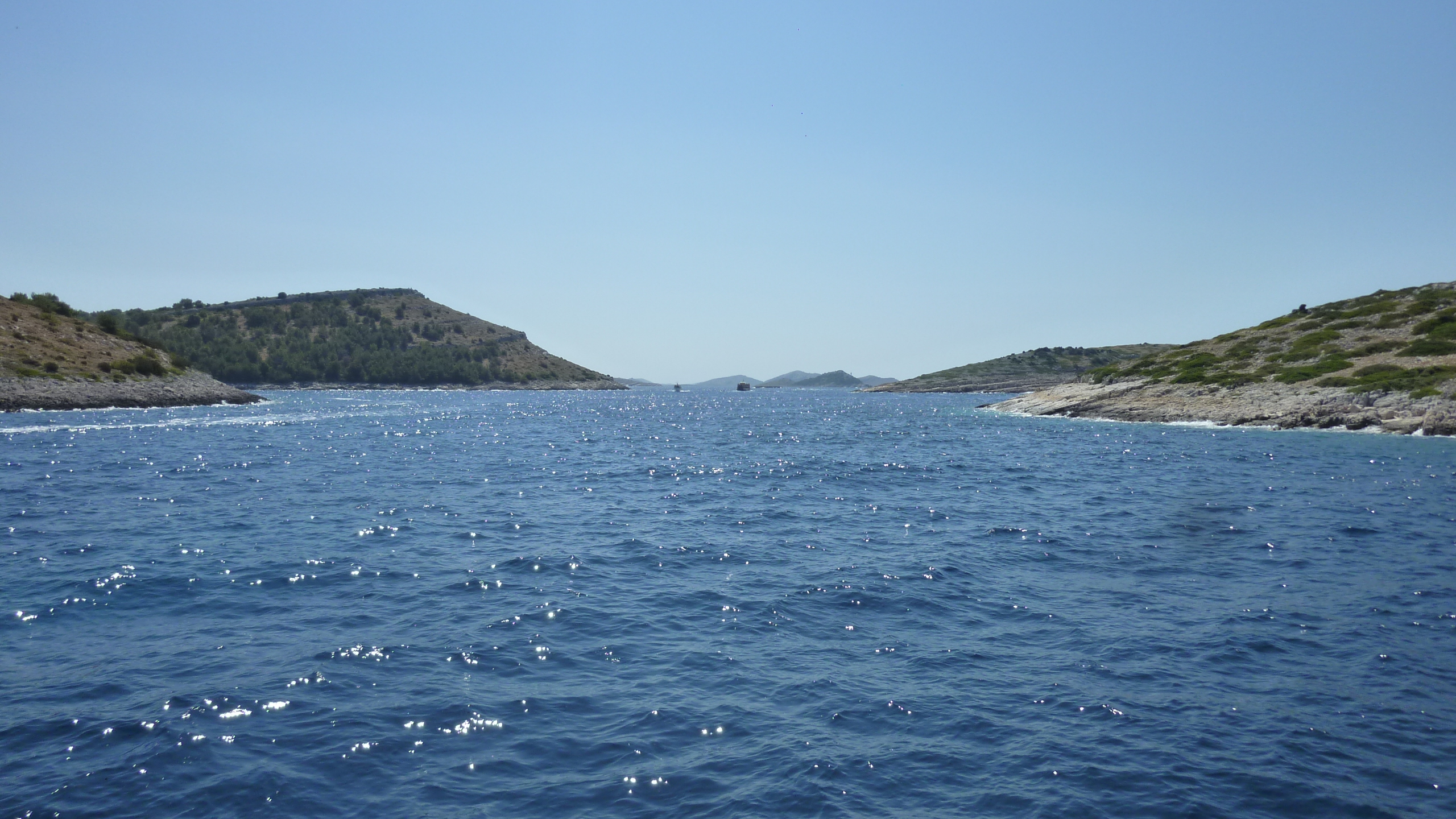
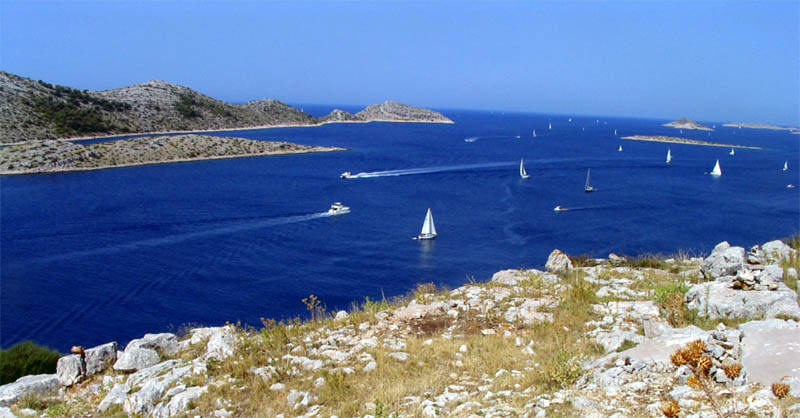
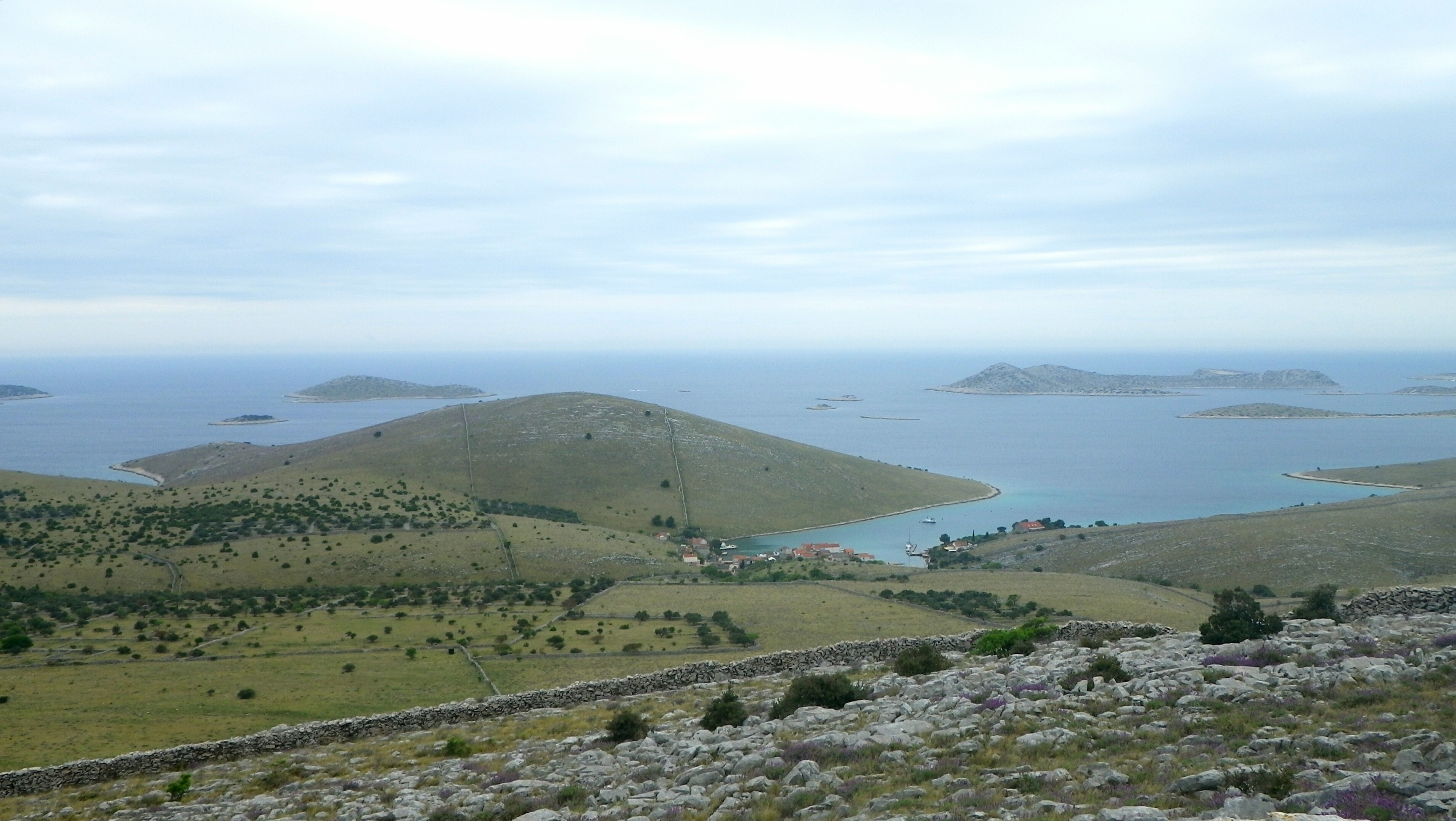
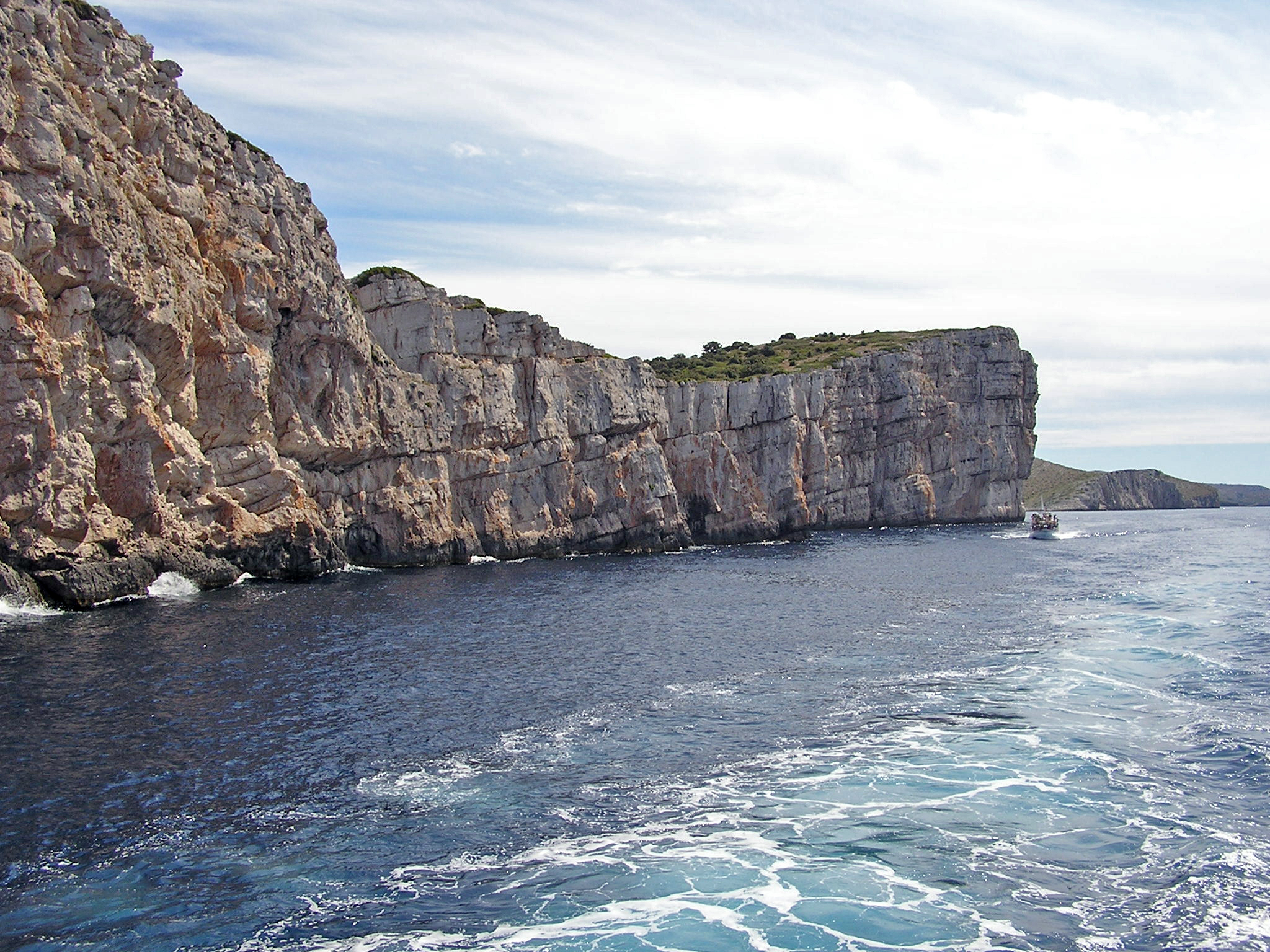

## 外部連結
- 科纳提群岛国家公园 （页面存档备份，存于）
- 科纳提群岛
- 科纳提群岛国家公园 （页面存档备份，存于）
- 旅游资讯 （页面存档备份，存于）

Template:达尔马提亚地标